# Jacques Moreillon
Jacques Moreillon fue Secretario General de la Organización Mundial del Movimiento Scout desde 1988 hasta 2004. 

## Biografía
Nació en Vevey (Vaud, Suiza) en 1939. Está casado y tiene dos hijos. 

## Sus estudios
Maneja como bilingüe los idiomas francés e inglés, pero también habla español, alemán y portugués. 
Completó sus estudios de bachillerato en Lausana en 1957.
Luego obtuvo una beca de la American Field Service (AFS) y viajó a los Estados Unidos donde se graduó de la Escuela Choate de Wallingford, Connecticut.
Al volver a Suiza se graduó de Licenciado en Derecho en 1962 por la Universidad de Lausana. En dicha institución se destacó como secretario de la Central de la Sociedad de Estudiantes Zofingue suizo.
Posteriormente hizo un doctorado en ciencias políticas en el Instituto Universitario de Altos Estudios Internacionales de Ginebra. 
El tema de su tesis "El Comité Internacional de la Cruz Roja y los detenidos políticos" le llevó a convertirse en delegado del Comité Internacional (C.I.C.R.).

## Su participación en la Cruz Roja
Su primera misión fue en la India en 1965 y luego en 1966 en Vietnam. 
Posteriormente fue Jefe de la Delegación en Siria en 1967 y luego en Israel en 1969 y 1970 con misiones a Nigeria / Biafra y el Vaticano. 
En 1971, fue nombrado Delegado Regional de la Cruz Roja en América del Sur, con sede en Caracas, y, en 1972, Delegado General de África. 
Fue miembro del Directorio del Comité Internacional de la Cruz Roja desde 1975 hasta 1988, desempeñándose como Director de "Ley y Principios" y, a continuación, de Asuntos Generales siendo finalmente Director General.
De 1965 a 2007 realizó 242 misiones en 79 países para el Comité Internacional de la Cruz Roja.
En noviembre de 1988 dejó su posición profesional como Director Ejecutivo del Comité Internacional de la Cruz Roja aunque continuó vinculado con la Cruz Roja como miembro del Consejo de la Asamblea.

## Su participación en el Movimiento Scout
En noviembre de 1988 asumió como Secretario General de la Organización Mundial del Movimiento Scout en reemplazo de László Nagy.
Durante su mandato de 15 años a la cabeza del Movimiento Scout Mundial, los miembros activos del Movimiento - la mayor organización juvenil en el mundo - aumentaron de 16 a 28 millones y de 120 a 155 países.
De esos 155 países y territorios, en su gestión llegó a visitar 105 de ellos, realizado 415 misiones de la Organización Mundial del Movimiento Scout.
Se retiró de la Organización Mundial del Movimiento Scout en abril de 2004, siendo reemplazado por Eduardo Missoni.

## Otras actuaciones destacadas
En 1989, reemplazó al profesor Jacques Freymond como Presidente de la Junta del Centro de Estudios Aplicados en Negociaciones Internacionales (CASIN), en Ginebra durante 15 años.
Hasta finales de 2007 integra la Junta del CASIN de Ginebra, Suiza.
Además sigue siendo miembro de diversos comités, tales como la Fundación Pro Victimis y la Fundación Ousseimi.
En 2006, fue elegido Presidente de la HEI Alumni Association.
Entre otros reconocimientos, el Dr. Moreillon ha sido condecorado como Caballero de la Legión de Honor por el primer ministro de Francia Édouard Balladur. 
Además el rey Hassan II de Marruecos le otorgó la Orden Issam Alaoui, el presidente Abdoulaye Wade de Senegal l'Ordre National du Lion y el rey de Suecia de su Real Orden.